# Nadejda Filípova
Nadejda Filípova (rus: Наде́жда Никола́евна Фили́ппова)  (Nijni Nóvgorod, 17 de setembre de 1959) va ser una jugadora d'hoquei sobre herba soviètica que va competir durant les dècades de 1970 i 1980.
El 1980 va prendre part en els Jocs Olímpics de Moscou, on guanyà la medalla de bronze en la competició d'hoquei sobre herba.